# Făgăraș
Făgăraș é uma cidade da Roménia, situada no distrito de Brașov. Sua população é de 35.759 habitantes.